# BayernLB
BayernLB ou Bayerische Landesbank (Banque publique bavaroise) est une banque allemande basée à Munich, faisant partie des Landesbanks. BayernLB est la propriété à 94 % du Land de Bavière, via la société BayernLB Holding AG, les 6 % restants étant possédés par la Sparkassenverband Bayern. BayernLB est un groupe ayant 19 200 employés, ce qui en fait le 8e plus grand groupe financier d'Allemagne.

## Histoire
BayernLB est le résultat d'une fusion le 27 juin 1972 entre Bayerische Gemeindebank (fondé en 1914) et Bayerische Landesbodenkreditanstalt (fondé en 1884). En 2007, le groupe a racheté 50,01 % de Hypo Group Alpe Adria pour 1,625 milliard d'€, lui permettant d'être présent en Autriche et dans les Balkans.